# Oigny (Côte-d’Or)
Oigny – miejscowość i gmina we Francji, w regionie Burgundia-Franche-Comté, w departamencie Côte-d’Or. Przez miejscowość przepływa Sekwana. 
Według danych na rok 1990 gminę zamieszkiwało 30 osób, a gęstość zaludnienia wynosiła 2 osoby/km² (wśród 2044 gmin Burgundii Oigny plasuje się na 879. miejscu pod względem liczby ludności, natomiast pod względem powierzchni na miejscu 644.).